# Judici de les bruixes de Zugarramurdi

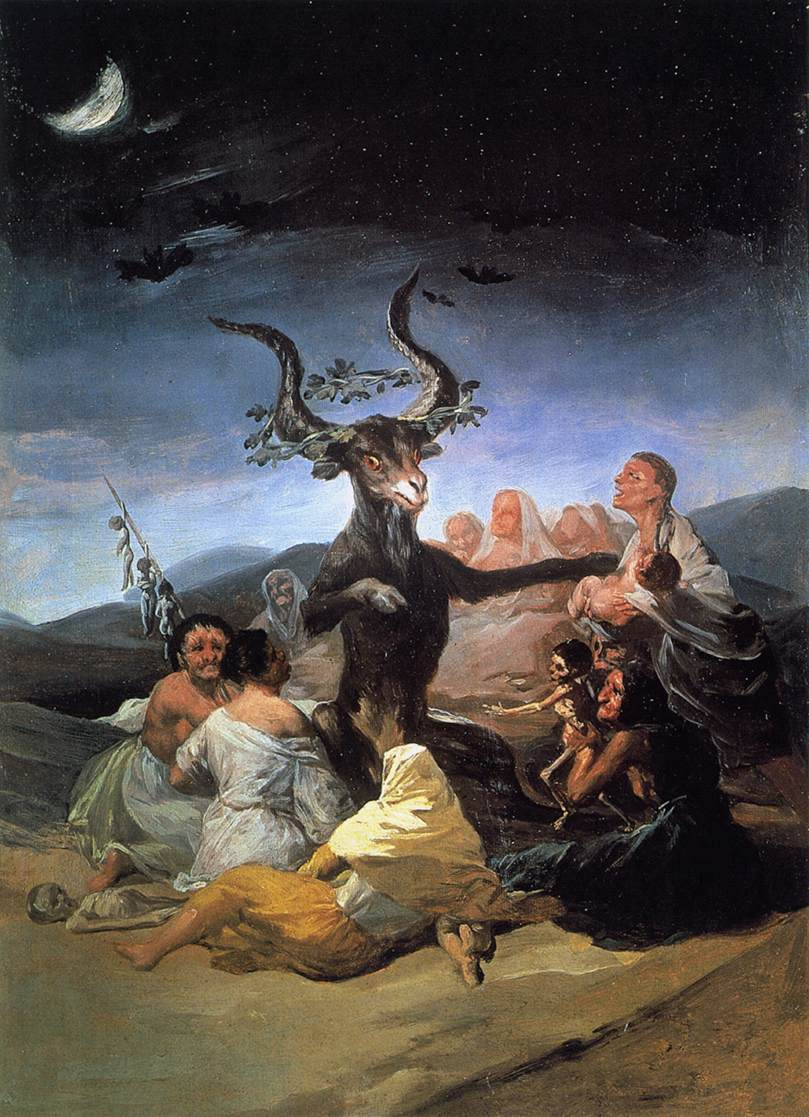
L'aquelarre de Francisco de Goya, 1798

El judici de les bruixes de Zugarramurdi del segle xvii representa l'intent més ambiciós emprès per la Inquisició espanyola d'acabar amb la bruixeria. El judici de les presumptes bruixes basques a Logronyo (La Rioja), que va començar el 1609 en un context de persecucions similars com les realitzades a Lapurdi per Pierre de Lancre el mateix any, va ser gairebé possiblement l'esdeveniment d'aquest tipus més destacat de la història. Hi va haver diveses acusacions i judicis secundaris, mentre que el procés principal es va centrar en els suposats aquelarres de Zugarramurdi i va ser el que va culminar amb un acte de fe i una sèrie de condemnes el novembre del 1610. Al final del procés prop de 7.000 casos havien estat examinats per la Inquisició.

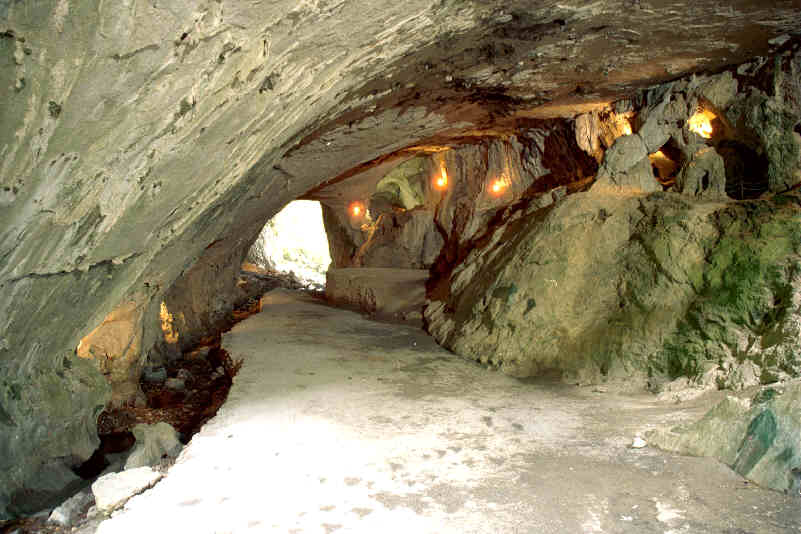
Sorginen Leizea o Cova de les Bruixes

## El procés
| « | "Zugarramurdi, sorgin herria." "Zugarramurdi, poble de bruixes." Refrany basc | » |

El procés es va celebrar a Logronyo on hi havia el tribunal responsable de la zona que correspondria aproximadament amb els territoris de Navarra, el País Basc, La Rioja, i el nord de Burgos i de Sòria. Els principals acusats formaven part d'una família de Zugarramurdi, tot i que hi havia uns quants acusats d'altres pobles de la Vall de Baztan i de Lapurdi, 53 acusats en total. Segons les acusacions, els implicats es reunien en el camp de Berroskoberro i a les coves del costat (especialment la Sorginen Leizea o Cova de les Bruixes), prop del poble de Zugarramurdi per a celebrar-hi aquelarres i d'altres actes diabòlics, inclosos el vampirisme i la necrofàgia.
En l'acte de fe del 7 i el 8 de novembre del 1610, 11 dels acusats van ser cremats a la foguera, 5 dels quals havien mort a la presó, probablement a causa de les tortures i de les pèssimes condicions de les presons. D'altres es van retractar de les seves suposades creences i rituals, i van ser condemnats a diverses penes, generalment a uns quants anys de presó i a la confiscació dels seus béns: 21 van ser acusats de delictes menors i 21 van ser perdonats.

### Els principals implicats
A continuació s'exposen, en apartats, els diferents implicats principals; responsables, defensors i acusats:

#### Responsables de les acusacions i de les condemnes
- Hulade, vicari de Bera
- Tristán de Urtubia, senyor d'Alzate
- Juan del Valle Alvarado, inquisidor
- Alonso Becerra, inquisidor

#### Defensors
- Alonso de Salazar y Frías, inquisidor[4]
- Hernando de Golarte, jesuïta[5]

#### Els acusats principals
- Graciana de Barrenechea, reina de l'aquelarre
- Miguel de Goiburu, marit de Graciana i rei dels bruixots
- Martín Bizcar, alcalde de l'aquelarre
- Joanes de Etxalar, executor dels càstigs que dictava el diable
- María de Zozaya[6]
- Maria Chipía

## Al cinema
El 1984 es va estrenar una pel·lícula, Akelarre, sobre el procés de Logronyo. La pel·lícula va ser dirigida pel cineasta basc Pedro Olea, entre els actors protagonistes hi ha la Sílvia Munt, José Luis López Vázquez i Walter Vidarte. Posteriorment Álex de la Iglesia va estrenar en 2013 Las brujas de Zugarramurdi.